# Carmen Barradas
María del Carmen Pérez Giménez (Montevideo, 18 de març de 1888- Ib., 12 de maig de 1963), coneguda com a Carmen Barradas, fou una de les grans pianistes, pedagogues i compositores uruguaianes. Autora del tríptic Fabricación, aserradero y fundición, l'Oración a Santos Vega, Taller mecánico, entre d'altres.
Fou contemporània dels principals músics uruguaians del període nacionalista (Eduardo Fabini, Luis Cluzeau Mortet, Alfonso Broqua, entre d'altres). Però de la mateixa manera que Carlos Estrada, César Cortinas i Héctor Tosar, no es va vincular a aquest procés i es va mantenir al marge de l'escena majoritària de la música culta uruguaiana d'aquell temps.

## Biografia
El 18 de març de 1888 neix María del Carmen Pérez Giménez al carrer Daymán, 284 (avui Julio Herrera y Obes). Fou la filla major del matrimoni d'Antonio Pérez Barradas (pintor de bodegons i decorador de parets) i de Santos Giménez Rojas, ambdós immigrants espanyols residents a Montevideo. Fou la germana gran del pintor Rafael Barradas i d'Antonio, poeta amb el pseudònim literari d'Antonio de Ignacios. El 4 de gener de 1890 neix Rafael Manuel Pérez Giménez i el 4 de juliol de 1893 Antonio Ignacio Pérez Giménez. Rafael adopta el cognom de l'àvia paterna i Carmen el seu nom complet.
Ben aviat el 1893, amb només cinc anys, es manifesta el seu interès per la música. El 1894, el mestre Antonio Frank després d'escoltar-la s'ofereix als pares per donar-li classes de solfeig.
El 1898 mor el seu pare, Antonio Pérez Barradas. La tristesa per la seva pèrdua i els greus problemes econòmics que sorgeixen obliguen a suspendre les classes de solfeig. Gràcies a la generositat d'unes amigues de la seva mare comença l'estudi del piano amb les professores Albina Miraldi de Rainieri i Nicomendes Pelufo de Santini. El 1904, a instàncies del professor Martín López obté una beca d'estudis al Conservatori “La Lira” per continuar estudiant piano. Probablement el 1906 fou l'any de la seva primera composició: Ilusión de artista.

### Espanya
El 14 d'abril de 1915, Rafael Barradas, ja a Espanya, contrau matrimoni amb Simona (Pilar) Lainez en el "Santo Templo Metropolitano", basílica del Pilar, de Saragossa. El 2 de maig, Carmen Barradas obté el títol de professora de piano amb la professora Aurora Pablo al "Conservatorio del Uruguay” dirigit per Vicente Pablo. Aquest mateix any, el 2 d'octubre viatja cap a Barcelona amb tota la família per retrobar-se amb el seu germà Rafael i donar-li suport. La seva mare, la seva dona i Carmen van començar a fer joguines per sobreviure a l'estat espanyol.
En aquest any és presentada per Joaquín Torres García (pintor i escultor uruguaianocatalà) a la família de Cipriano Montolín, on es donen a conèixer les seves Miniatures.
Durant el 1919 viu una època d'assaigs i el 1920 comença una nova etapa en la seva carrera com a compositora.
És el 1922 l'any del famós tríptic Fabricación, aserradero y fundición i de les obres que els crítics europeus van qualificar de futures obres d'orquestra. Aquest mateix any, el 24 de febrer, Carmen fa el seu primer concert a Espanya al "Teatro del Centro". El 22 de desembre ofereix el seu segon concert a l'"Ateneo" de Madrid. El 1927 compon Procesión de Semana Santa en Hospitalet de Llobregat.

Carmen havia arribat a Espanya amb poques peces que havia anomenat "hilvanes" i, durant els pocs anys que s'hi va estar, va compondre i estrenar gran part de la seva obra. La crítica espanyola fou categòrica:
“La distinguida compositora uruguaya Carmen Barradas dio en el Ateneo un brillante recital de piano compuesto exclusivamente de obras originales. La concertista dio a conocer varias composiciones de un delicado y espiritual impresionismo y “miniaturas” reveladoras del depurado gusto de la artista americana, para la que el auditorio tuvo efusivos aplausos en premio a su brillante labor y a su doble aspecto de autora y ejecutante.” (Eugenio D'Ors- “ABC” de Madrid, 1923.)
[…] “no imaginamos nunca una artista tan grande, tan rica en vibraciones con tamaños ojos para ver la vida y tan voluminoso cerebro para comprenderla”. (Ángel Samblancat. “El Diluvio”, Barcelona, 1923.)
(…) “una capacidad especial para asimilarse las más puras cualidades del arte actual, por ese delicado sentimiento que revelan para apreciar el color armónico, su sensibilidad para la belleza de la disonancia y la sensualidad de la materia empleada. En general, estas fuerzas son bocetos inspirados por el intrínseco valor musical, como “sustancia” de una sucesión de intervalos, de una armonía, un timbre o un ritmo. Verdaderos “esquísses” donde su autora intenta, en una mancha de color, dar hechura musical a un elemento aislado, desprendido de alguna sensación directa, como en los trozos titulados “Fundición”, “Aserradero”, “Fabricación”; o bien alguna evocación de músicas populares, como en “Zíngaros”, “Pianolas”, “Poemas de una calle”;bien todavía una imagen, plástica como sonora, concebida a modo de viñeta o estampa, como en “Himnos y Banderas”, “Circo Ecuestre”. (Adolfo Salazar, Madrid, 1922.)
El 7 de febrer de 1928 és quan realitza el seu tercer concert a l'estudi particular de l'arquitecte Sastre al passeig de Gràcia (Barcelona). Allà Carmen estrena obres molt importants: Piratas, Taller mecánico i Cabalgata de reyes.

### Retorn a Montevideo
Carmen, igual que Rafael, buscava a Espanya allò que Uruguai no li brindava. En una carta dirigida a Juan Gutiérrez Gili, ella assenyala la necessitat de desenvolupar-se com a artista, de trobar la manera de créixer. Malauradament ha de pensar en la seva família, a sobreviure, de manera que el 5 de novembre de 1928 la família Barradas emprèn el viatge cap a Montevideo, on arriben el 25 del mateix mes. A escassos dos mesos i mig de la tornada, mor Rafael Barradas el 12 de febrer de 1929.
El Montevideo renovat de la dècada dels anys vint no va comptar amb Rafael i Carmen per donar-li forma. Però també és cert que, tant Rafael com Carmen, van generar una notòria resistència als nuclis de les seves respectives arts, sobretot als seus amics escriptors, poetes i filòsofs, més que pintors i músics. Es van mantenir particularment allunyats d'aquells artistes que pertanyien a l'oficialisme.

### Tasca docent i creació del cançoner infantil
El març de 1929, a pocs dies de la mort del seu germà, Carmen ingressa a l'"Instituto Normal" com a professora de Cant. Aquí no és reconeguda la seva qualitat artística i els seus companys es mostren indiferents davant el seu treball, malgrat que és la primera artista que elabora i posa en pràctica una ampliació del llenguatge musical ofert als nens.
El 4 d'octubre de 1930 es realitza a l'Ateneu de Montevideo l'"Exposición Barradas", amb motiu de l'any del centenari de la Jura de la Constitución. Carmen Barradas coneix Baltassar Brum, expresident de la República d'Uruguai, el qual presideix aquest homenatge.
Carmen Barradas funda la seva pròpia coral amb alumnes de l'"Instituto Normal". També el 1930 l'editorial de partitures del compositor Raimundo Marotti publica tres cançons infantils de Carmen.

### Concerts a Montevideo, Galeria Barradas i Andresillo
El 1933 compon Oración a Santos Vega, que dedica al seu pare Antonio, al seu germà Rafael i a l'escriptor José Pedro Bellán. Una peça associada amb el quadre de Rafael "Gaucho", de 1927. En aquesta peça, absolutament innovadora per a l'època, treballa sobre un tema de vidalita (estil musical característic d'Amèrica del Sud) que entrecreua amb blocs de sons que una vegada i una altra se superposen i alhora deixen emergir la línia melòdica. Carmen utilitzava la bitonalitat amb total llibertat, de manera que diverses tonalitats eren juxtaposades amb naturalitat: elabora l'obra en diferents plans tonals.
Fins al 2 d'agost de 1933 Carmen compon en silenci, dedicada a la docència. En aquesta data Barradas organitza una conferència concert amb exposició d'obres del seu germà a la seva galeria particular, la galeria Barradas. Aquest serà el seu quart concert. En aquesta oportunitat acompanya la soprano María V. de Müller i el pianista Hugo Balzo executa obres de l'autora. També participa el "Coro de Señoritas del Instituto Normal", que interpreta obres d'autors nacionalistes, dirigit per la compositora. Data d'aquesta època la dedicatòria de Fabricación a Hugo Balzo.
El 9 de novembre de 1933 es realitza el cinquè concert de Carmen Barradas a l'"Ateneo de Montevideo". La soprano María Vinent de Müller, amb la seva institució "Arte y Cultura Popular", organitza un homenatge a Carmen, finalitza aquest acte amb la participació en el piano de la compositora.
El gener-febrer de 1934 Federico García Lorca visita Montevideo i realitza al cementiri del Buceo un emotiu homenatge a Rafael Barradas. Carmen compon a l'andalusa La niña de la mantilla blanca dedicada a Joaquín Torres García i dedica la seva obra Boda en la aldea escrita a Madrid el 1919, a María V. de Müller.
El 23 de juliol de 1934 es realitza el sisè i últim concert de Carmen amb la presència d'un gran nombre de personalitats d'Uruguai, al Teatre 18 de Julio.
El 14 de gener de 1935 es presenta al "Concurso de Remuneraciones Artísticas" organitzat pel Ministeri d'Instrucció Pública i Previsió Social de llavors (avui Ministeri d'Educació i Cultura), amb les obres La niña de la mantilla blanca i Aurora en la enramada. Les seves obres no són seleccionades.
L'any 1937, Hugo Balzo toca Fabricación a la sala Pleyel de París. El 1939 Carmen publica la partitura de Fabricación a Montevideo i el març d'aquell mateix any Pablo Neruda visita la Galería Barradas, en una trobada de poetes uruguaians, entre els quals podríem destacar Jesualdo Sosa i Roberto Ibáñez.
El 1939 dona a conèixer els Estudis tonals, obra composta per una sèrie de peces que tenen l'objectiu d'ajudar els intèrprets a resoldre dificultats d'execució pianística, una altra aportació original al medi pedagogicomusical uruguaià.
A la Galería Barradas es fan concerts, conferències, xerrades i trobades amb l'assistència de personalitats de la cultura uruguaiana. Allà van oferir conferències Jules Supervielle, Luisa Luisi i el compositor i director d'orquestra mexicà Carlos Zozaya.

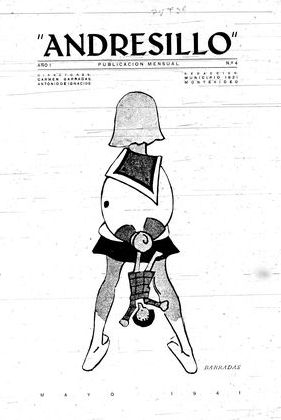
Caràtula de la revista Andresillo, núm. 4

El 1940 Carmen Barradas i el seu germà Antonio de Ignacios publiquen el primer exemplar de la revista Andresillo. En la revista es van publicar cançons infantils de Carmen, amb comentaris d'Antonia Lainez, il·lustracions de contes infantils de Rafael, poemes d'Antonio de Ignacios i altres col·laboracions. En aquest treball Carmen planteja una cosa estranya per a l'època: la fusió d'elements hispànics i ritmes populars rioplatenses. Aquestes publicacions pagades per la família van tenir una curta vida, només se'n van editar sis exemplars.
El 1942, realitza la versió per a dos pianos de Fabricación. El 19 de desembre es produeix la trobada amb el crític Roberto Lagarmilla. També compon aquest any en memòria d'Alfonsina Storni, la seva obra per a piano Mar-Tragedia-Misterio que queda inacabada. El 1943, és designada per donar classes a l'Escola núm. 45 de segon grau.
El 1944, dona el seu currículum al crític Roberto Lagarmilla i es coneixen amb la pianista Néffer Kröger.
El 22 de novembre de 1945, s'efectua el primer recital d'obres de Carmen Barradas a càrrec de Néffer Kröger a la Biblioteca Artigas de Colón. El 1946 dedica el seu Estudi en si bemoll menor antic, escrit el 1941, a Néffer Kröger i el Ball anglès, escrit el 1920 a Madrid, a la pianista Victoria Schenini.
El 1947, Ángelo Turriziani executa Procesión en Hospitalet de Llobregat a l'amfiteatre de la Facultat d'Arquitectura.
El 1948 la sacsegen dues grans pèrdues, el 24 d'agost mor Antoñita Lainez de Sicardi, cunyada del seu germà Rafael. I el 31 d'agost, al seu domicili del carrer Municipio, 1.621, mor Na Santos Giménez de Pérez Barradas, mare dels artistes.
El 1952 es jubila de la tasca docent. El 14 de maig de 1958 mor Pilar Lainez de Pérez Barradas, la dona del seu germà Rafael. També serà l'any en el qual Carmen escriu la seva última obra, l'Estudi rítmic en mi bemoll menor.

### Rescat
El 5 de febrer de 1963 mor el seu germà Antonio de Ignacios i el 12 de maig Carmen Barradas. És enterrada al panteó de la família Piccardo, al cementeri Central. Amb la seva mort es van perdre gran part dels seus manuscrits, junt amb diversos quadres i dibuixos del seu germà pintor que van caure en mans d'oportunistes que van aprofitar la situació per buidar el seu petit apartament de l'Arenal Grande, 1.329, ap. 1.
La seva amiga Néffer Kröger treballava sobre l'obra de Carmen, de manera que va poder conservar algunes partitures i d'aquesta manera va aconseguir protegir-les de la total destrucció. En l'actualitat es conserven prop de 170 manuscrits, alguns d'incomplets, entre els quals estan les peces d'un cançoner dedicat als nens i estudis per a violí i piano; han desaparegut la majoria de les peces que va compondre a Europa.
Néffer sentia una profunda admiració per Carmen, va interpretar la seva obra i la va defensar apassionadament amb convicció artística i fonaments acadèmics.

### Fabricaciói el seu estil
El 1922 Carmen estrena a Madrid Fabricació, una de les poques peces per a piano que han sobreviscut. Aquesta, escrita durant la seva estada en aquella ciutat, serà considerada característica de la seva obra. Igual que d'altres del mateix període, l'han vinculat amb el futurisme i l'ultraisme musical. Barradas explora les possibilitats tímbriques dels instruments r apels quals escr;u, és per aquest motiu que apressadament se la cataloga coa una compositora futurista.
Les peces denoten la recerca de la llibertat formal. L'àmbit de la composició acadèmica uruguaiana va haver d'esperar més de 40 anys per tenir alguna cosa de la dimensió de l'obra de Carmen. Utilitza marcs politonals, als quals anomena "polígons"; és a dir, les seves obres utilitzen diversitat de tonalitats. L'experimentació estètica respecte al timbre la va portar a incloure campanetes als canells de l'intèrpret o picarols als braços i dins de l'arpa del piano, i a executar cluster amb els palmells de les mans. Com bé assenyala Kröger, la compositora va estar molt a prop d'arribar a un recurs tècnic característic de les obres del s. XX com el piano preparat, que consisteix a col·locar elements generalment metàl·lics a les cordes del piano.
Barradas inventa una grafia musical particular que va permetre el registre de nous recursos que va emprar en les seves composicions. En estudiar les seves partitures trobem nombroses indicacions que denoten l'afany de l'autora per comunicar l'expressió que els intèrprets han d'inferir de la seva música. Malauradament no van quedar pistes per desxifrar el codi que Carmen va inventar i això fa molt difícil l'abordatge de peces que no hagin estat enregistrades.

### Els seus intèrprets
El 1937, Hugo Balzo toca Fabricació a la sala Playel de París. A més a més la toca en diverses ocasions a Europa, Estats Units, Argentina i Mèxic. El 22 de novembre de 1945, s'efectua el primer recital d'obres de Carmen Barradas a càrrec de Néffer Kröger a la Biblioteca Artigas de Colón. Aquest va ser l'inici d'una gran obra de divulgació iniciada per Néffer Kröger, que va continuar oferint recitals amb obres de Carmen Barradas durant tota la seva vida, a més de brindar-li innombrables homenatges, enregistrar discos amb les seves obres, efectuar xerrades i concerts, escriure articles sobre ella i elaborar dos extensos treballs titulats Carmen Barradas i Aportes para el estudio del sistema poligonal de Carmen Barradas. La presentació del llibre Carmen Barradas, una auténtica vanguardista, que conté aquests treballs es va realitzar el 18 de març de 2015 a Montevideo, en un concert homenatge en què es van interpretar obres de Carmen Barradas. En aquesta publicació pòstuma el compilador és Julio César Huertas.
També han col·laborat en la divulgació de l'obra de Carmen Barradas els pianistes Alicia Escuder, Victoria Schenini, Hugo Balzo, Héctor Tosar, Luis Batlle Ibáñez i Julio César Huertas. Les cantants Martha Fornella, Carmen Méder, Gloria de León, Silvina Arroyo, Yanel López, i Eduardo Garella; l'organista Ángelo Turriziani; el bandoneonista Pablo Borda; el guitarrista Amílcar Rodríguez Inda i el cor d'infants de l'Institut Crandon dirigit per la professora María Angélica Lagomarsino de Peyrot.